# François-Edouard Hasley
François-Edouard Hasley (* 11. Mai 1825 in Sainte-Mère-Église; † 7. August 1888 in Cambrai) war ein französischer Bischof.

## Leben
Hasley war Domherr an der Kathedrale von Rouen und Pfarrer an Saint-Ouen ebenda. 1878 wurde er Bischof von Beauvais, 1880 Erzbischof von Avignon und 1884 Erzbischof von Cambrai. Die Bischofsweihe empfing er am 21. September 1878 in Rouen durch Kardinal de Bonnechose.
Als Erzbischof von Avignon förderte Mgr. Hasley die Einrichtung von Freischulen und nahm regen Anteil an der Entwicklung der katholischen Fakultät in Lyon. Zweimal visitierte er die Erzdiözese. Auch in Cambrai setzte er sich für das Schulwesen ein; 1886 publizierte er einen kleinen Katechismus und gab 1887 den großen Katechismus neu heraus. 1886 ernannte ihn der Papst zum päpstlichen Thronassistenten und römischen Grafen.
Mgr. Hasley starb – wie auch sein Vorgänger auf dem Bischofsstuhl von Cambrai, Alfred Duquesnay – nach einer Amtszeit von drei Jahren und zwei Monaten. Seine Leichenpredigt hielt Bischof Germain von Coutances, der auch schon bei seiner Bischofsweihe assistiert hatte (Oraison funèbre. Lille : Desclée, 1888). 

## Werke
- Enchiridion ou Manuel de la milice sacrée. Paris 1867
- Médiations sur la douleur. Avignon 1883
- Petite catéchisme à l’usage du diocèse de Cambrai. Lille : Lefort, 1886
- Catéchisme à l’usage du diocèse de Cambrai. Cambrai : Deligne, 1887